# Jaana Pelkonen

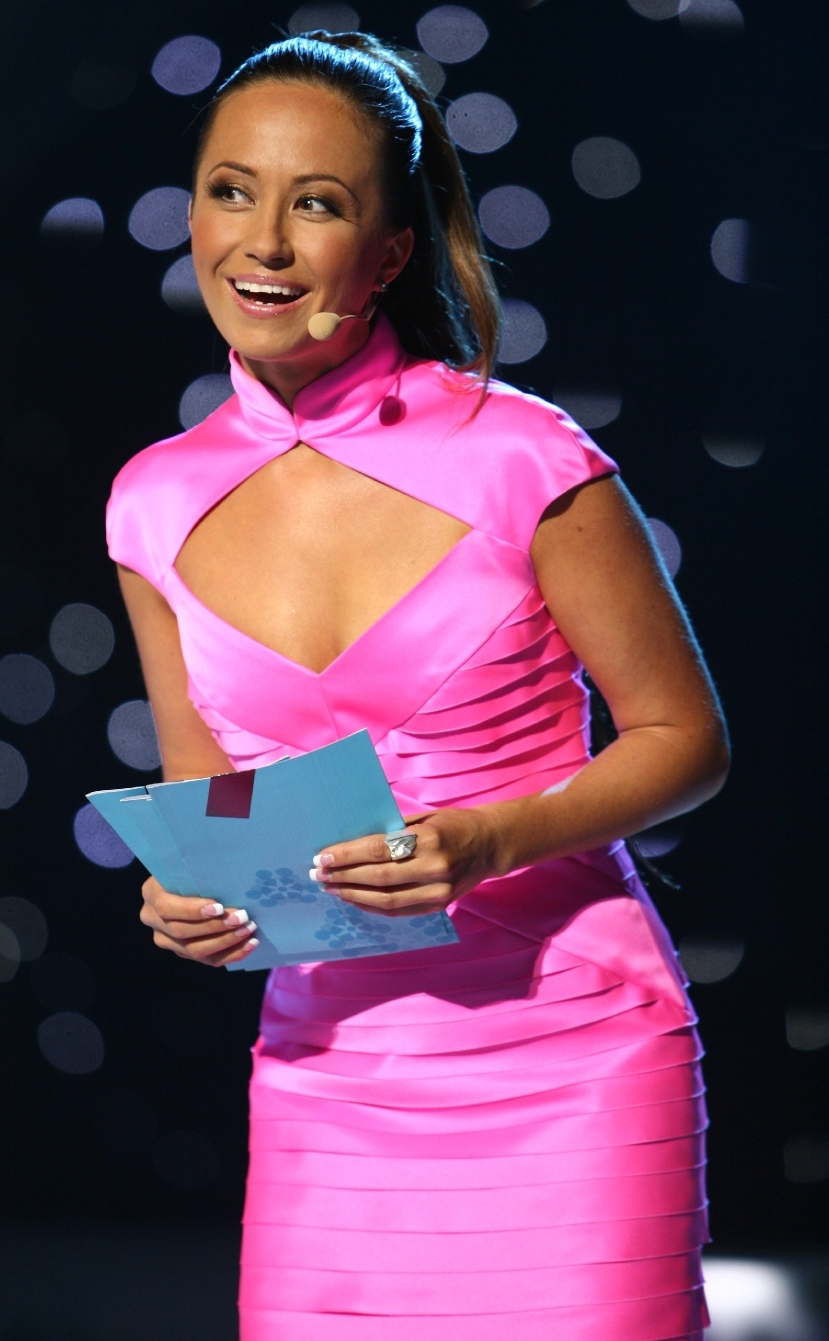
Jaana Pelkonen während der Moderation zum Eurovision Song Contest (2007)

Jaana Pelkonen (* 27. Januar 1977 in Lahti) ist eine finnische Moderatorin sowie Fotomodell.

## Leben und Wirken
Bekannt wurde sie durch die Spielshow Tilt und das Unterhaltungsprogramm FarOut. Pelkonen moderierte bereits zweimal mit Heikki Paasonen die finnische Qualifikation zum Eurovision Song Contest. Sie moderierte am 10. und 12. Mai 2007 mit dem Schauspieler Mikko Leppilampi den Eurovision Song Contest 2007 in Helsinki.
Sie ist für die Nationale Sammlungspartei Abgeordnete des Finnischen Parlaments und Mitglied der Finnischen Delegation für die Parlamentarische Versammlung des Europarates.